# Xiphocentron ilionea
Xiphocentron ilionea är en nattsländeart som beskrevs av Schmid 1982. Xiphocentron ilionea ingår i släktet Xiphocentron och familjen Xiphocentronidae. Inga underarter finns listade i Catalogue of Life.